# わかれ路
『わかれ路』（わかれみち、Intersection）は、1994年のアメリカ合衆国の恋愛ドラマ映画。監督はマーク・ライデル、出演はリチャード・ギアとシャロン・ストーンなど。
1970年のクロード・ソーテ監督、ミシェル・ピコリ、ロミー・シュナイダー主演のフランス映画『すぎ去りし日の…』（原題：Les choses de la vie）のリメイク作品である。原作はポール・ギマールの小説『わかれ路』。本作では舞台がカナダのバンクーバーに移されている。脚本はデヴィッド・レイフィールとマーシャル・ブリックマン。
第15回ゴールデンラズベリー賞でシャロン・ストーンが最低主演女優賞を受賞している。

## ストーリー
バンクーバーに住むビンセント・イーストマンは建築家である。彼は美人の妻と共に建築設計会社を設立し会社は順調に実績を伸ばしていたが、妻と13歳の娘とは別居状態だった。彼はオークション会場で出会った雑誌記者のオリビアと恋に落ちてしまう。
ビンセントはオリビアと同棲するためにバンクーバー島に家を建てる計画を進めていたが、別居中の妻に対する愛情とオリビアへの想いとの間で心が乱れ迷いを生じていた。新しく建築した美術館の記念セレモニーの会場にオリビアが現れたことで彼は動揺し、彼女に「君がここに来たのは間違いだ、ここは君の来る所じゃない。」と言い放つ。ビンセントは彼女を港に送り届け、彼女は寂しく町へ戻る。
彼はその日、オリビア宛てに別れを告げる手紙を書いたが、心定まらず夜通し車でさまよっていた。朝方、手紙に切手を貼り投函しようとしたが思いとどまった。そこに古びた小さなトラックに乗った牛乳配達の老人と小さな孫娘が現れる。女の子はビンセントに小さなパンを差し出す。彼が受け取ると「食べないの？」とたずねる。彼はパンを食べ、「これだ！　これを食べたいと思ってた」と答えると、女の子はにっこりと微笑んだ。老人は女の子に促されトラックで次の配達先に向かう。
その小さな赤毛の女の子の姿にオリビアを思いうかべ、彼はやはり自分はオリビアを愛している、別れの手紙を書いたのは間違いだったと気づく。彼は公衆電話から電話をかけ、オリビアの留守番電話に向かって「君を失いたくない。君が必要だ。結婚して子供を持ちたい。あの家も建てる。すぐに車でベッドフォード・インに来てくれ。君が関係ないなんて間違っていた」としゃべり電話を切った。
ビンセントは車で約束の場所へ急いでいた。ビンセントの運転する車は側道から入ろうとして立ち往生している車に接触し、対抗車のトラックをかわすが後続の車と衝突し、道路から転落してしまう。ビンセントは車の中から助け出され、救急車で病院に向かう。その頃オリビアは職場から自宅の留守番電話の録音を聞く。彼女は喜びの気持ちにあふれ、車で約束の場所に向かった。
警察から事故の連絡を受けた妻のサリーは同僚のニールと共に病院に向かった。病院に到着したサリーとニールは医者からビンセントの死亡を告げられる。サリーはビンセントの所持品の中にあったオリビア宛ての手紙の封を切り、それがオリビアに別れを告げる手紙であることを知る。いっぽう、車を運転中のオリビアは事故現場を目にするが、事故車がビンセントの車である事に気づき、救急車の行き先を警官から聞きだす。病院に到着したオリビアは受付でビンセントが亡くなったことを知り呆然とする。病院を出たところでサリーとオリビアは遭遇し、近づいて重苦しい気持ちの中で短い会話をする。そしてそれぞれの想いを心に秘めてふたりは別れる。

## キャスト
※括弧内は日本語吹替（吹替翻訳：岩佐幸子）
- ビンセント・イーストマン: リチャード・ギア（谷口節） - 建築家。
- サリー・イーストマン: シャロン・ストーン（勝生真沙子） - ビンセントの妻。
- オリビア・マーシャク[注 1]: ロリータ・ダヴィドヴィッチ（小山茉美） - ビンセントの愛人。
- ニール: マーティン・ランドー（阪脩） - ビンセントの同僚。
- ミーガン・イーストマン: ジェニファー・モリソン（岡村明美） - ビンセントとサリーの娘。
- リチャード・クォリー: デヴィッド・セルビー（金尾哲夫） - サリーの友人。
- 牛乳配達の老人: トム・ヒートン（柳沢紀男）
- 老人の孫娘: クリスティン・ヘンドラ（遠藤勝代）

## 作品の評価
Rotten Tomatoesによれば、32件の評論のうち高評価は9%にあたる3件で、平均点は10点満点中3.6点となっている。